# Art hypermédiatique
L’art hypermédiatique est une sous-catégorie de l'art numérique, dont l'expression découle du terme hypermédia. Elle désigne un ensemble de pratiques artistiques intégrant un principe associatif entre des images, du texte et du son dans une interface de type écran. « Elles sont caractérisées par des hyperliens, une non-linéarité, la présence d’une interactivité soutenue, l’interconnexion, et une grande hétérogénéité ». Les œuvres hypermédiatiques sont généralement diffusées sur le réseau Internet auquel elles empruntent ou non les modalités interactives, mais on les retrouve également sur des supports CD-Rom.

## Terminologie
Le terme hypermédia est apparu pour la première fois dans un article de Ted Nelson en 1965 pour désigner des informations non textuelles, telles que des images, des films et des sons, qui sont connectés à la manière de l'hypertexte. Ces deux termes sont liés par leur mode de fonctionnement. Si l'hypertexte est « un document ou un ensemble de documents contenant des unités d'information liées entre elles par des hyperliens », les deux obéissent à un même fonctionnement: « concept unifié d'idées et de données interconnectées, et de la façon dont ces idées et ces données peuvent être éditées sur un écran d'ordinateur».
 

Son utilisation pour désigner une pratique artistique précise découle notamment des travaux du Laboratoire NT2, laboratoire de recherche sur les œuvres hypermédiatiques de l'Université du Québec à Montréal, fondé par le professeur et écrivain Bertrand Gervais et une équipe de collaborateurs. Ce dernier explique l'utilisation de ce terme :
Nous avons choisi le terme d’hypermédia, pour sa relation étymologique directe au terme d’hypertexte. L’hypermédia est un développement de l’hypertexte, où la dimension textuelle n’est plus la seule présente, mais s’intègre à un ensemble plus vaste, de nature iconotextuelle où les relations entre le texte et l’image sont mises à l’avant-plan (Krüger). L’hypermédia fait de l’iconotextualité son seuil, en lui ajoutant les composantes numériques que les logiciels actuels parviennent à manipuler.
C'est donc afin de regrouper sous une même appellation des pratiques artistiques récentes, rassemblant des œuvres créées par et pour le web, désignées comme « le net art, l’art Web, les nouveaux médias, la littérature électronique, la poésie numérique » que des chercheurs ont récupéré le terme d'hypermédia. L'expression art hypermédiatique renvoie donc à la structure et aux composantes hypertextuelles des œuvres.

## Institutionnalisation des œuvres hypermédiatiques
L'usage du terme d'art hypermédiatique est notamment consacré par le laboratoire NT2 qui a pour mandat, depuis 2004, « de promouvoir l’étude, la création et l’archivage de nouvelles formes de textes et d’œuvres hypermédiatiques ». Si l'appropriation du Web par les artistes est un phénomène relativement récent, détournant ses pratiques et son langage, Bertrand Gervais souligne le manque d'outils de description de ces œuvres dans les domaines déjà établis, tels qu'en études littéraires, études cinématographiques ou histoire de l'art. 
Ce faisant, « l’institutionnalisation de ces œuvres n’est pas encore assurée, aucune bibliographie, aucun répertoire substantiel ne les regroupent ». C'est pourquoi le Répertoire des arts et littératures hypermédiatiques (ALN) voit le jour, ayant comme premier mandat d'identifier les œuvres hypermédiatiques existantes, d'en créer un corpus d'étude, mais surtout de témoigner d'une activité artistique et littéraire déjà importante.

## Accessibilité
Ces œuvres hypermédiatiques étant généralement disponibles via les sites Web des artistes, elles demeurent assez difficiles à trouver par l'intermédiaire de moteur de recherche comme Google. C'est donc la littérature sur le sujet, via blogs ou revues, qui peut témoigner de ces pratiques, mais surtout des sites qui archivent ou hébergent ces œuvres. Si le laboratoire NT2 propose une liste de sites Web dédiés à ces pratiques, le Répertoire (ALN) se veut aussi être un pilier en matière d'accessibilité en se donnant comme mandat la création d'un foyer d'accueil d'une activité culturelle émergente. Tramway est une œuvre hypermédiatique qui a été publiée dans la revue hypermédiatique bleu0range et est facile d’accès. C'est une création qui englobe toutes les pratiques artistiques qui caractérisent ce sous-genre.